# Acidifiering
Acidifiering är inom vintillverkning att tillsätta syra till musten. Acidifiering förekommer i sydligare vinländer där värmen ger druvorna en högre mognadsgrad och mindre naturliga syra. För att vinet inte skall smaka "platt" tillsätts därför syra. Syran man använder är oftast vinsyra, men i billigare viner är det vanligt med citronsyra.